# Phrynobatrachus ungujae
Espèce
Statut de conservation UICN

 EN B1ab(iii) : En danger
Phrynobatrachus ungujae est une espèce d'amphibiens de la famille des Phrynobatrachidae.

## Répartition
Cette espèce se rencontre au Kenya et en Tanzanie. Son aire de répartition concerne l'île de Unguja, dans l'archipel de Zanzibar en Tanzanie et la forêt côtière d'Arabuko-Sokoke au Kenya. Elle est présumée se rencontrer dans d'autres forêts de la côte est-africaine. Elle est présente à une altitude proche du niveau de la mer.

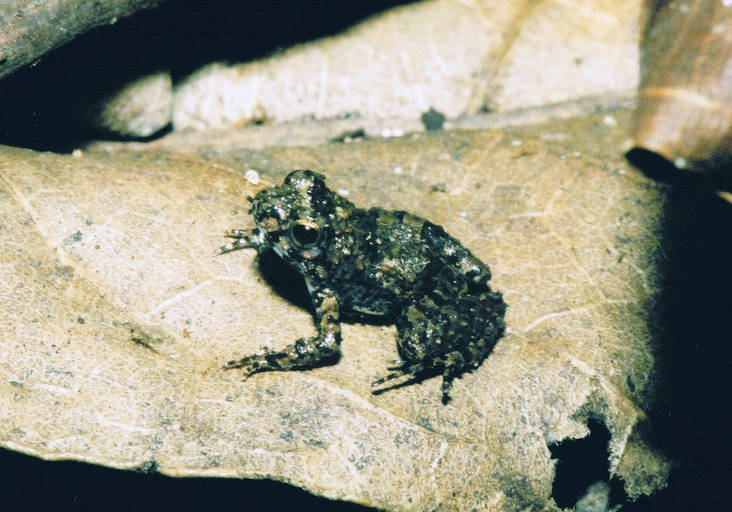

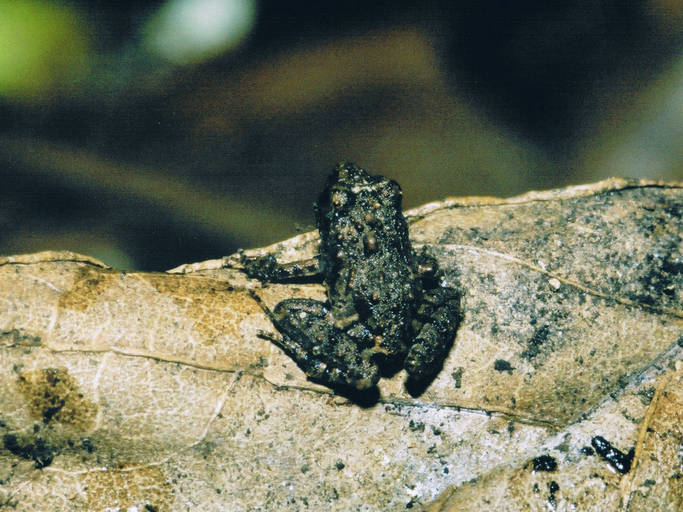

## Étymologie
Cette espèce est nommée en référence au lieu de sa découverte, l'île de Unguja.

## Publication originale
- Pickersgill, 2007 : Frog Search. Results of Expeditions to Southern and Eastern Africa from 1993-1999. Frankfurt Contributions to Natural History, vol. 28, p. 1-574, Édition Chimaira.